# Помаранчева лінія (Вашингтонський метрополітен)
Помаранчева лінія (Вашингтонський метрополітен) (англ. Orange Line (Washington Metro)) — одна з ліній метро у столиці Сполучених Штатів місті Вашингтон.

## Історія
Рух потягів на Помаранчевій лінії розпочався 20 листопада 1978 року. Центральна ділянка відкрита влітку 1977 півтора року використовувалася лише потягами Блакитної лінії. Останнє розширення лінії сталося у 1986 році коли була відкрита західна частина лінії, після цього нових станцій на лінії не відкривали.

## Лінія
Більша частина станцій спільно використовується потягами одразу трьох ліній, Помаранчевою, Срібною та Блакитною. Рухомий склад складається з 198 вагонів. Лінію обслуговують 30 потягів, 9 восьмивагонних та 21 шестивагонних.

### Станції
Станції з заходу на схід, кольором показані спільні з Блакитною та Срібною лініями станції.
| Помаранчева лінія |                                                   |                                               |                                                     |                                        |                   |          |
| Спільна ділянка   | Станція                                           | Пересадка                                     | Розташування                                        | Тип                                    | Дата відкриття    | Світлина |
|                   | «В'єнна» (англ. Vienna)                           |                                               | Ферфакс, Вірджинія                                  | Наземна з острівною платформою         | 7 червня 1986     |          |
|                   | «Данн-Лоринг» (англ. Dunn Loring)                 |                                               | Місто В'єнна, округ Ферфакс, Вірджинія              | Наземна з острівною платформою         | 7 червня 1986     |          |
|                   | «Західний Фолс-Черч» (англ. West Falls Church)    |                                               | Місто Фолс-Черч, Вірджинія                          | Наземна з двома острівними платформами | 7 червня 1986     |          |
|                   | «Східний Фолс-Черч» (англ. East Falls Church)     |                                               | Округ Арлінгтон, Вірджинія                          | Наземна з острівною платформою         | 7 червня 1986     |          |
|                   | «Балстон-МU» (англ. Ballston–MU)                  |                                               | Округ Арлінгтон, Вірджинія                          | Підземна з береговими платформами      | 1 грудня 1979     |          |
|                   | «Площа Вірджинія-GMU» (англ. Virginia Square–GMU) |                                               | Округ Арлінгтон, Вірджинія                          | Підземна з береговими платформами      | 1 грудня 1979     |          |
|                   | «Кларендон» (англ. Clarendon)                     |                                               | Округ Арлінгтон, Вірджинія                          | Підземна з береговими платформами      | 1 грудня 1979     |          |
|                   | «Будівля суду» (англ. Court House)                |                                               | Округ Арлінгтон, Вірджинія                          | Підземна з острівною платформою        | 1 грудня 1979     |          |
|                   | «Росслін» (англ. Rosslyn)                         |                                               | Округ Арлінгтон, Вірджинія                          | Підземна зі спліт платформами          | 1 липня 1977      |          |
|                   | «Фоггі-Боттом-GWU» (англ. Foggy Bottom–GWU)       |                                               | Ай-стріт, Вашингтон                                 | Підземна з острівною платформою        | 1 липня 1977      |          |
|                   | «Вест-Фаррагут» (англ. Farragut West)             |                                               | 18-та вулиця, Вашингтон                             | Підземна з береговими платформами      | 1 липня 1977      |          |
|                   | «Площа МакФьорсон» (англ. McPherson Square)       |                                               | Ай-стріт, Вашингтон                                 | Підземна з береговими платформами      | 1 липня 1977      |          |
|                   | «Метро-центр» (англ. Metro Center)                | На однойменну станцію Червоної лінії          | 13-та вулиця, Вашингтон                             | Підземна з острівною платформою        | 1 липня 1977      |          |
|                   | «Федеральний трикутник» (англ. Federal Triangle)  |                                               | 12-та вулиця, Вашингтон                             | Підземна з острівною платформою        | 1 липня 1977      |          |
|                   | «Смітсоніан» (англ. Smithsonian)                  |                                               | Індепенденс-авеню, Вашингтон                        | Підземна з береговими платформами      | 1 липня 1977      |          |
|                   | «Л'енфант-плаза» (англ. L'Enfant Plaza)           | На однойменну станцію Жовтої та Зеленої ліній | Меріленд авеню, Вашингтон                           | Підземна з острівною платформою        | 1 липня 1977      |          |
|                   | «Федеральний центр SW» (англ. Federal Center SW)  |                                               | 3-тя вулиця, Вашингтон                              | Підземна з острівною платформою        | 1 липня 1977      |          |
|                   | «Південний Капітолій» (англ. Capitol South)       |                                               | 1-ша вулиця, Вашингтон                              | Підземна з острівною платформою        | 1 липня 1977      |          |
|                   | «Істерн-маркет» (англ. Eastern Market)            |                                               | Пенсильванія-авеню, Вашингтон                       | Підземна з острівною платформою        | 1 липня 1977      |          |
|                   | «Потомак-авеню» (англ. Potomac Avenue)            |                                               | 14-та вулиця, Вашингтон                             | Підземна з острівною платформою        | 1 липня 1977      |          |
|                   | «Стадіон Арморі» (англ. Stadium–Armory)           |                                               | 19-та вулиця, Вашингтон                             | Підземна з острівною платформою        | 1 липня 1977      |          |
|                   | «Міннесота-авеню» (англ. Minnesota Avenue)        |                                               | Міннесота-авеню, Вашингтон                          | Наземна з острівною платформою         | 20 листопада 1978 |          |
|                   | «Дінвуд» (англ. Deanwood)                         |                                               | Міннесота-авеню, Вашингтон                          | Наземна з острівною платформою         | 20 листопада 1978 |          |
|                   | «Чеверлі» (англ. Cheverly)                        |                                               | Місто Чеверлі, округ Принца Георга, Меріленд        | Наземна з береговими платформами       | 20 листопада 1978 |          |
|                   | «Лендовер» (англ. Landover)                       |                                               | Місто Хаятсвілл, округ Принца Георга, Меріленд      | Наземна з острівною платформою         | 20 листопада 1978 |          |
|                   | «Новий Карроллтон» (англ. New Carrollton)         | На потяги Amtrak та MARC                      | Місто Нью-Карроллтон, округ Принца Георга, Меріленд | Наземна з острівною платформою         | 20 листопада 1978 |          |